# Raptus
Pour plus de détails, voir Fiche technique et Distribution.
Raptus est un film dramatique italien réalisé par Marino Girolami et sorti en 1969.

## Synopsis
Franco Adami amène une prostituée dans un chalet pour peindre son corps nu, mais dans un accès de raptus, il la scarifie pour profiter de la couleur du sang et finit par provoquer sa mort par exsanguination. La scène est observée par un voyeur, Garavino, qui le dénonce.
Adami est d'abord défendu par l'avocat D'Orazio, qui se révèle incompétent. Plus tard, la défense est assurée par l'habile avocat Montani qui, pour éviter la prison à vie à Adami, recourt à un stratagème psychologique, ce qui conduit son client à l'asile.

## Fiche technique
- Titre original italien  : Raptus ou Eros e Thanatos[3]
- Réalisateur : Marino Girolami (sous le nom de « Jean Bastide »)
- Scénario : Marino Girolami
- Photographie : Alberto Fusi
- Montage : Rosalba Sensi
- Musique : Piero Umiliani
- Société de production : Crown Film, Kik Film
- Pays de production :  Italie
- Langue originale : italien
- Format : Couleur - 16 mm
- Durée : 95 minutes
- Genre : Film dramatique
- Dates de sortie :
  - Italie : 1969 (visa délivré le 17 octobre 1969[3])

## Distribution
- Umberto Liberati : Franco Adami
- Pierre Cressoy : Tavani
- Caterina Barbero : Francesca, la jeune prostituée
- Folco Lulli : l'avocat Montani
- Piero Lulli : Gilberto
- Daniele Vargas : le directeur de l'asile
- Enzo Andronico : Père de Francesco
- Silvio Bagolini : Usai
- Marcello Bonini Olas : Prêtre du pensionnat
- Solveyg D'Assunta : Francesca
- Attilio Dottesio : Commissaire de police
- Maurizio Merli : Barni, le journaliste
- Krista Nell : la prostituée victime de Gilberto
- Mirella Pamphili : la mère d'Usai